# Bardaï
Bardaï est une petite ville et oasis au nord du Tchad. Elle est le chef-lieu de la région du Tibesti et du département de Bardaï.

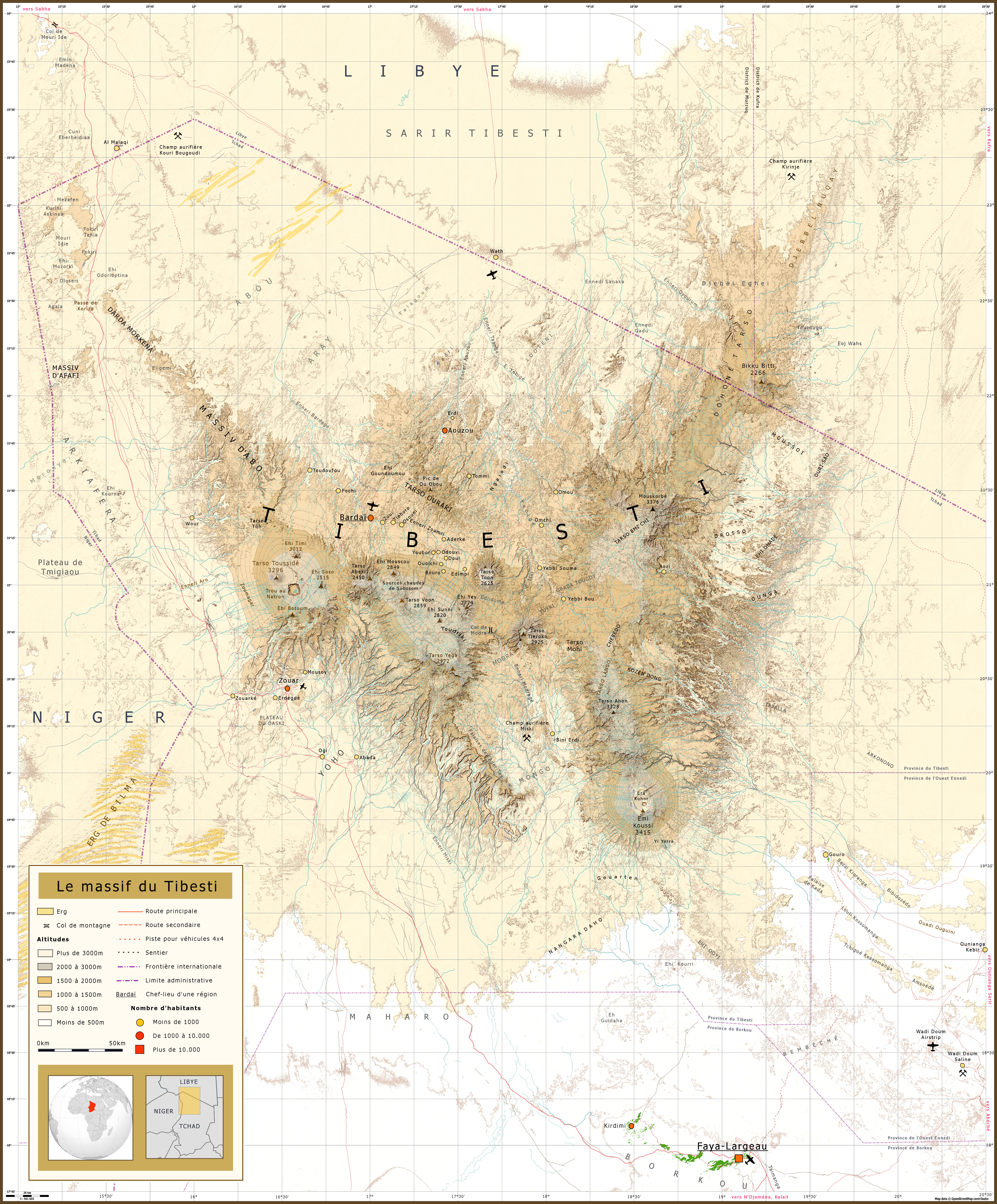
Carte du massif du Tibesti. Bardaï se trouve sur la carte entre le I et le B de TIBESTI.

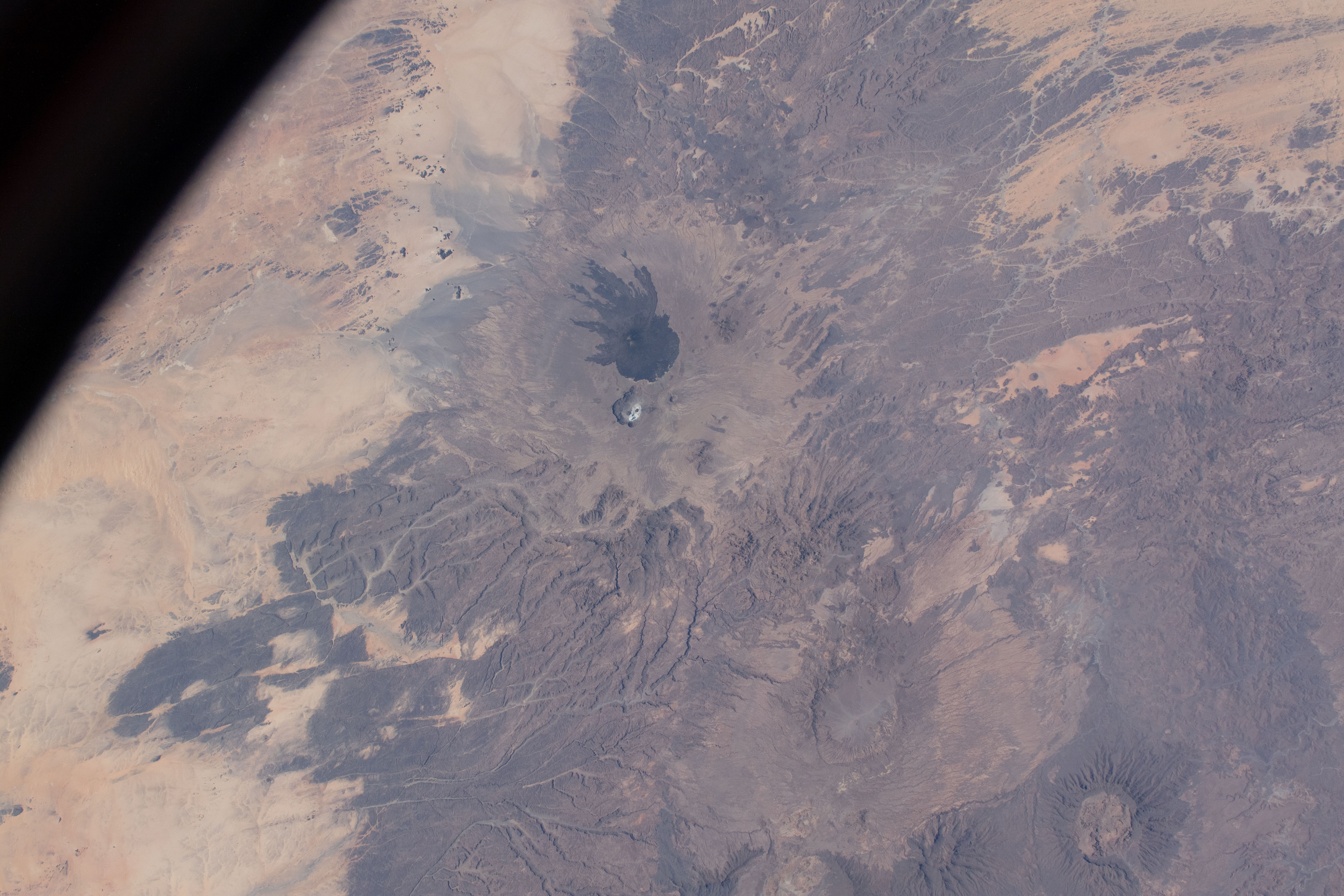
Paysage autour de Bardaï, volcan Tousside, photo ISS

## Histoire
En septembre 1968, sous la Présidence de François Tombalbaye, des révoltes ont éclaté dans le nord est du pays, pour des raisons de querelles tribales, essentiellement Toubous, ceux-ci ne voulant pas adhérer à l’État Tchadien. La France envoya des détachements sur place dès octobre 1968 à Bardaï et Faya-Largeau. Ce fut le commencement d'une série de rébellions qui perdurent jusqu'à aujourd'hui.
En 1974, un groupe de rebelles dirigé par Hissène Habré attaqua cette ville et prit en otage Françoise Claustre, archéologue française, et deux autres européens.

## Géographie
La commune de Bardaï est située au nord à plus de deux mille kilomètres de la capitale politique du Tchad, N’Djamena. C’est une petite ville et oasis, enclavée en plein cœur du Sahara, entourée des chaînes de montagnes. Elle est le chef-lieu de la Province du Tibesti et du département de Bardaï.
À dix kilomètres au nord se trouve la piste d'aviation sommaire de Bardaï-Zougra (en), longue de plus de deux kilomètres.

## Densité de Bardaï
Avec une superficie de 142,56 km², soit 0,35% de la superficie totale du département (40233,21 km²), la commune de Bardaï est limitée au Nord par la commune d’Aouzou (100 km), au Nord-Ouest par la commune de Zoumri (60 km), à l’Est par la commune de Yebibou (290 km), à l’Ouest par la commune de Wour (200 km) et au Sud par la commune de Zouar (210 km).
La densité moyenne de la commune est de 38 habitants/km² supérieure à la moyenne départementale qui est de 1 habitant/km². Sur le plan administratif, la commune de Bardaï est subdivisée en 16 quartiers de ville.
Il s’agit des quartiers : Youyour, Youdei, Dougo, Sourdogo, Soubtogui, Kichou, Arma-Chibi, Bordogo, Bomou, Doudoua, Tousky et Eche - Chemi.

## Administration de la ville
Chacun des quartiers est dirigé par un chef de quartier (CQ). Le Conseil Communal actuel a été installé à l'issue des premières élections locales de janvier 2012 et compte onze conseillers dont deux femmes et au sein duquel ont été élus le maire et ses deux adjoints.
- le Maire de la ville : Ali Sougui Hassan;

- le Maire premier Adjoint : Sougui Abalone Mahamat

- la Maire deuxième adjoint[Quoi ?] Adjointe : Mariam Galmay Annour.

La commune de Bardaï a son plan de développement communal pour la période de 2021 à 2026.